# 拉瓦尼查修道院

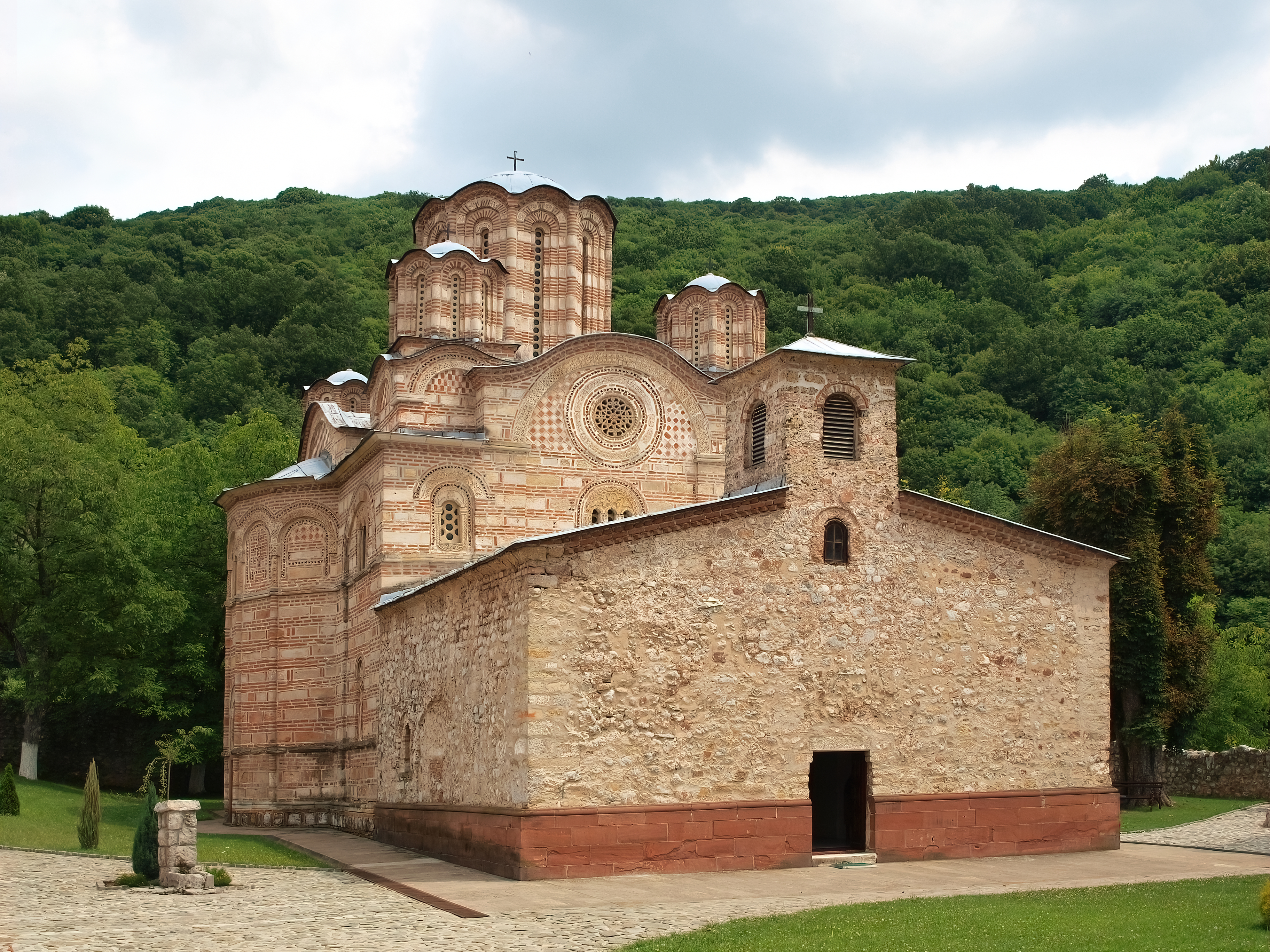
拉瓦尼查修道院

拉瓦尼查修道院 （塞爾維亞語：Раваница）是一座位於塞爾維亞中部丘普里亞附近的塞爾維亞正教會的修道院，修建於1375年至1377年之間。拉扎爾·赫雷別利亞諾維奇埋葬在這裡。1979年，這座修道院被宣布為塞爾維亞特別重要的文化紀念建築，得到塞爾維亞政府的保護。

## 外部連結
- Photos of Ravanica and its frescoes （页面存档备份，存于） （塞爾維亞文）
- Манастир Раваница, an article on Serbian monasteries[]
- Živorad Janković: Sava, Iguman of Ravanica, "Pravoslavlje", No. 929, 2005. （塞爾維亞文）

43°57′38″N 21°28′32″E / 43.96056°N 21.47556°E